# Vince Flynn
Vicente "Vince" Flynn (6 de abril de 1966 - 19 de junio de 2013) fue un escritor estadounidense de novelas de suspense político. También se desempeñó como consultor de argumentos para la quinta temporada de la serie de televisión 24. Murió el 19 de junio de 2013, después de una batalla de tres años contra el cáncer de próstata.

## Muerte
El 1 de febrero de 2011, en su boletín de noticias, Flynn anunció que estaba siendo tratado de cáncer de próstata en estadificación avanzada.
Flynn murió de cáncer de próstata en Saint Paul, de 47 años de edad, el 19 de junio de 2013, a las 1:15 de la mañana, rodeado de familiares y amigos.

### Novelas
Independientes
- Term Limits (1997)[5]
No forma parte de la serie Mitch Rapp, pero está ambientada en el mismo universo.

Serie Mitch Rapp
Mitch Rapp, personaje creado por el autor, es un agente antiterrorista encubierto de la CIA. La principal tarea de Rapp es frustrar los ataques terroristas en los Estados Unidos, y se lo presenta como un operativo agresivo dispuesto a tomar medidas más extremas de lo que podría considerarse comúnmente aceptable. Su constante frustración con los procedimientos y la burocracia es un tema recurrente en toda la serie.
A la muerte de Flynn, la serie Mitch Rapp ha sido continuada por Kyle Mills.
| Año de publicación | Orden de la historia | Título              | ISBN                   | Autor       |
| ------------------ | -------------------- | ------------------- | ---------------------- | ----------- |
| 1999               | 3                    | Transfer of Power   | ISBN 0-671-02319-5     | Vince Flynn |
| 2000               | 4                    | The Third Option    | ISBN 0-671-04731-0     | Vince Flynn |
| 2001               | 5                    | Separation of Power | ISBN 0-671-04733-7     | Vince Flynn |
| 2003               | 6                    | Executive Power     | ISBN 0-7434-5395-6     | Vince Flynn |
| 2004               | 7                    | Memorial Day        | ISBN 0-7434-5397-2     | Vince Flynn |
| 2005               | 8                    | Consent to Kill     | ISBN 0-7432-7036-3     | Vince Flynn |
| 2006               | 9                    | Act of Treason      | ISBN 0-7432-7037-1     | Vince Flynn |
| 2007               | 10                   | Protect and Defend  | ISBN 978-0-7432-7041-0 | Vince Flynn |
| 2008               | 11                   | Extreme Measures    | ISBN 0-7432-7042-8     | Vince Flynn |
| 2009               | 12                   | Pursuit of Honor    | ISBN 978-1-4165-9516-8 | Vince Flynn |
| 2010               | 1                    | American Assassin   | ISBN 978-1-4165-9518-2 | Vince Flynn |
| 2012               | 2                    | Kill Shot           | ISBN 978-1-4165-9520-5 | Vince Flynn |
| 2012               | 13                   | The Last Man        | ISBN 978-1-4165-9521-2 | Vince Flynn |
| 2015               | 14                   | The Survivor        | ISBN 978-1-4767-8345-1 | Kyle Mills  |
| 2016               | 15                   | Order to Kill       | ISBN 978-1-4767-8348-2 | Kyle Mills  |
| 2017               | 16                   | Enemy of the State  | ISBN 978-1-4767-8351-2 | Kyle Mills  |
| 2018               | 17                   | Red War             | ISBN 978-1-5011-9059-9 | Kyle Mills  |
| 2019               | 18                   | Lethal Agent        | ISBN 978-1-5011-9062-9 | Kyle Mills  |

## Adaptaciones
- American Assassin (2017), película dirigida por Michael Cuesta, basada en la novela American Assassin